# 堀詰町 (名古屋市)
堀詰町（ほりづめちょう）は、愛知県名古屋市西区の地名。

## 歴史

### 沿革
- 1634年（寛永11年）8月 - 徳右衛門町にある徳右衛門の屋敷を蛯屋の久助が入手[3]。
- 1653年（承応2年）4月 - 徳右衛門町が蛯屋町と改称[3]。
- 1872年（明治5年） - 堀詰町が戸田町・蛯屋町を編入する[4]。蛯屋町の一部は江川町に編入されている[3]。
- 1878年（明治11年）12月20日 - 名古屋区編入により、同区堀詰町となる[4]。
- 1889年（明治22年）10月1日 - 名古屋市成立により、同市堀詰町となる[4]。
- 1908年（明治41年）4月1日 - 西区編入により、同区堀詰町となる[4]。
- 1981年（昭和56年）8月23日 - 西区幅下一丁目・城西一丁目・城西二丁目にそれぞれ編入され消滅[4]。

## 人物
- 関戸哲太郎（蛯屋町に居住）[3]